# Holly West
Holly West (Long Beach, California; 30 de noviembre de 1980) es una actriz pornográfica estadounidense.

## Biografía
West nació en la ciudad costera de Long Beach, en el condado de Los Ángeles (California). Antes de entrar en la industria pornográfica, trabajó de administrativo en diversas empresas.
Ingresó en la industria del cine pornográfico en 2007, cuando tenía 27 años.
Ha trabajado para distintas compañías del sector como Evil Angel, Bang Bros, Brazzers, Hustler, New Sensations, Girlfriends Films, Naughty America, Digital Sin, Zero Tolerance, Juicy Entertainment, Anabolic Video o Pulse Distribution.
En 2008 grabó la película parodia Who's Nailin' Paylin? sobre la vida de Sarah Palin, política republicana que fue candidata a la vicepresidencia de los Estados Unidos. Fue grabada con Lisa Ann, Jada Fire, Nina Hartley y Sindee Jennings.
En 2009 recibió en los Premios AVN una doble nominación a la Mejor escena de sexo lésbico en grupo por sus trabajos en Bad News Bitches 3 (junto a Penny Flame, Amber Rayne, Ariel X, Louisa Lanewood, Rachel Roxxx, Aline, Lexi Belle y Deena Daniels) y Girlgasmic (con Penny Flame, Sativa Rose, Gianna Lynn y Maria Bellucci).
En 2010 volvía a los AVN con una nominación a la Mejor escena de trío lésbico por Swing Time, que compartía con Kayden Kross y Kagney Linn Karter.
Algunos trabajos de su filmografía son Anal Demise 3, Bad Wives Book Club, Cheating Wives Tales 10, Girlgasmic, Identity, Lesbians Love Sex, Meggan Does Malibu, Naughty Athletics 5 o Sex Over Easy.
Se retiró en 2016, habiendo participado en más de 320 películas como actriz.

## Premios y nominaciones
| Año  | Ceremonia   | Resultado | Premio                                | Trabajo            |
| ---- | ----------- | --------- | ------------------------------------- | ------------------ |
| 2009 | Premios AVN | Nominada  | Mejor escena de sexo lésbico en grupo | Bad News Bitches 3 |
| 2009 | Premios AVN | Nominada  | Mejor escena de sexo lésbico en grupo | Girlgasmic         |
| 2010 | Premios AVN | Nominada  | Mejor escena de trío lésbico          | Swing Time         |